# (5908) Aichi
(5908) Aichi ist ein Asteroid des Hauptgürtels, welcher am 20. Oktober 1989 von den japanischen Astronomen Yoshikane Mizuno und Toshimasa Furuta an der Sternwarte (IAU-Code 403) in Kani in der japanischen Präfektur Gifu entdeckt wurde.
Der Asteroid wurde am 8. Dezember 1998 nach der japanischen Präfektur Aichi auf der Insel Honshū benannt, die an Rang vier der bevölkerungsreichsten Präfekturen liegt und in der beide Asteroidenentdecker geboren wurden und aufwuchsen.